# Reactivo de Folin
El reactivo de Folin o 1,2-naftoquinona-4-sulfonato de sodio es un reactivo químico usado para medir los niveles de aminas y aminoácidos. El reactivo produce un color rojo brillante en soluciones alcalinas, y es también fluorescente.
El reactivo de Folin no debe ser confundido con el reactivo de Folin-Ciocalteu, que es una mezcla de tungstato de sodio y molibdato de sodio, usado para detectar compuestos fenólicos